# Rytijärvi (sjö i Lappland, lat 66,42, long 28,23)
Rytijärvi är en sjö i Finland. Den ligger i kommunen Posio i landskapet Lappland, i den norra delen av landet, 700 km norr om huvudstaden Helsingfors. Rytijärvi ligger 233,3 meter över havet. Arean är 89,1 hektar och strandlinjen är 4,51 kilometer lång. Sjön  ingår i Kemi älvs huvudavrinningsområde. 